# Maria do Carmo Medina
Maria do Carmo Medina (7 de diciembre de 1925 - 10 de febrero de 2014) fue una defensora de los derechos humanos angoleña nacida en Portugal, activista por la independencia de Angola, académica y la primera jueza del Tribunal de Apelación de Luanda en Angola.
En 1956, a la edad de 14 años, Medina emigró a Angola tras no poder encontrar trabajo en Portugal, debido a informes perjudiciales en su contra por parte de la policía. Se convirtió en ciudadana angoleña en 1976, un año después de la independencia del país.

## Antecedentes y educación
Medina nació en Lisboa y pasó parte de su infancia aprendiendo sobre las culturas y costumbres nativas en ciudades como Macao y Oporto, donde terminó 1938 su Liceo. Luego se matriculó para estudiar derecho en Lisboa en el mismo año. En su primer año en la facultad de derecho, se unió a un grupo minoritario de estudiantes antifascistas y luego se alineó con un movimiento de oposición que hacía campaña por elecciones libres. La primera vez que Medina fue citada a la PIDE para ser interrogada, aún era menor de edad. Cuando se graduó en 1948, no pudo conseguir un empleo debido a los informes negativos en su contra por parte de la policía política portuguesa .

## Carrera
En abril de 1950, Medina partió desde Portugal hacia Angola, donde consiguió un puesto de profesora en el Liceu Salvador Correia. Ese mismo año, se registró como abogada en el Tribunal de Apelación de Luanda y se convirtió en la primera mujer en abrir un bufete de abogados en Angola. En el tribunal de apelación, representó a varios presos políticos angoleños y fue degradada a los niveles más bajos de la función pública, presentando peticiones y apelaciones administrativas ante las autoridades coloniales y defendiendo los derechos de propiedad de las familias angoleñas. Después de la independencia de Angola en 1975, el gobierno la reclutó para participar en la redacción de las leyes fundamentales del país, incluidas las leyes sobre nacionalidad, civil, familia, registro civil, derecho administrativo y penal. Entre noviembre de 1975 y septiembre de 1977, Medina se desempeñó como Secretaria de Asuntos Jurídicos de la Presidencia de la República Popular de Angola . En 1976, Medina adoptó la nacionalidad angoleña y fue designado en el poder judicial como jueza del Tribunal Civil de Luanda. En 1980, se convirtió en jueza del Tribunal de Apelación de Luanda. En 1982, se desempeñó como asistente de posgrado en la Facultad de Derecho de la Universidad Agostinho Neto enseñando derecho de familia y siendo promovida a profesora en 1990.
Fue vicepresidenta del Tribunal Supremo de Angola en 1990. Fue elegida presidenta de la Asamblea General de la Asociación de Abogados de Angola en 1990 y, en 1995, fue elegida presidenta de la Asamblea General de la Asociación de Mujeres Abogadas de Angola. Medina se retiró como jueza del Tribunal Supremo de Angola en 1997.

## Muerte
Medina murió de enfermedad en Lisboa, el 10 de febrero de 2014 y fue enterrado en el cementerio 'Altos das Cruzes' de Luanda.